# Reginald Brabazon, XII conte di Meath
Reginald Brabazon, XII conte di Meath (Londra, 31 luglio 1841 – 11 ottobre 1929), è stato un diplomatico e filantropo irlandese.

## Biografia
Era il secondogenito di William Brabazon, XI conte di Meath, e di sua moglie, Harriot Brooke. Studiò all'Eton College e nel 1863 entrò nel Foreign Office come impiegato, e più tardi divenne un diplomatico.

## Carriera
Nel mese di maggio 1887 Brabazon succedette al padre come conte di Meath. Lord Meath è stato anche un importante politico conservatore nella Camera dei lord e un imperialista ardente, ed è stato responsabile per l'introduzione in Inghilterra dell'Empire Day, che è stato ufficialmente riconosciuto dal governo britannico nel 1916. È stato membro del Consiglio della Contea di Londra, del Consiglio privato d'Irlanda e del Senato dell'Irlanda del Sud.
Raggiunse il rango di colonnello onorario del 5º battaglione del Royal Dublin Fusiliers.

## Matrimonio
Sposò, il 7 gennaio 1868, Lady Mary Jane Maitland (1847-4 novembre 1918), figlia dell'ammiraglio Thomas Maitland, XI conte di Lauderdale. Ebbero sei figli:
- Reginald Brabazon, XIII conte di Meath (24 novembre 1869-10 marzo 1949);
- Arthur Lauderdale Le Normand Brabazon (28 settembre 1872-19 aprile 1933);
- Claud Maitland Patrick Brabazon (16 luglio 1874-14 maggio 1959), sposò Kathleen Maitland, ebbero due figlie;
- Mary Florence Brabazon (16 aprile 1877-4 marzo 1957), sposò Harold Holt, non ebbero figli;
- Ernest William Maitland Molyneux Brabazon (22 marzo 1884-17 giugno 1915), sposò Dorothy Mary Ricardo, non ebbero figli;
- Lady Violet Constance Maitland Brabazon (26 settembre 1886-21 luglio 1936), sposò James Grimston, IV conte di Verulam, ebbero due figli.

Su insistenza dei suoi suoceri, Brabazon si dimesse dal servizio diplomatico nel 1877. Lui e sua moglie decisero di dedicare la loro energie per "la considerazione dei problemi sociali e il sollievo della sofferenza umana". Entrambi sono stati successivamente coinvolti in molte organizzazioni di beneficenza. Il conte e la moglie affittarono Ottershaw Park (1882-1883) a Sir Thomas Colebrooke.

## Morte
Morì l'11 ottobre 1929. Fu sepolto nel piccolo villaggio di Delgany, nella contea di Wicklow, insieme alla moglie e al figlio.